# Fisher Stevens
Pour les articles homonymes, voir Stevens.
Fisher Stevens est un acteur, producteur, réalisateur de film documentaire et scénariste américain né le 27 novembre 1963 à Chicago, Illinois (États-Unis).
En tant qu'acteur, ses rôles les plus notoires incluent le cadre exécutif Hugo Baker dans la série télévisée Succession (2019-2023), l'ex-avocat véreux, allié de Raymond Reddington, dans la série à succès Blacklist,ainsi que des personnages secondaires dans de nombreux films de Wes Anderson, de The Grand Budapest Hotel (2014) à Asteroid City (2023).
En tant que réalisateur, plusieurs de ses documentaires reçoivent un bon accueil critique et commercial, notamment The Cove (2009), sur la chasse au dauphin au Japon, qui reçoit l'Oscar du meilleur film documentaire, et la docusérie consacrée au footballeur David Beckham, diffusée sur Netflix en 2023.

## Biographie

### Carrière
Fisher Stevens est né le 27 novembre 1963 à Chicago, Illinois (États-Unis). Ses parents sont Sally et Norman Fisher. Il a une sœur, Julie Stevens. Stevens se décrit comme un « enfant juif mince et blanc de Chicago ».
En tant qu'acteur, ses rôles les plus notoires incluent le cadre exécutif Hugo Baker dans la série télévisée Succession (2019-2023), ainsi que des personnages secondaires dans de nombreux films de Wes Anderson, de The Grand Budapest Hotel (2014) à Asteroid City (2023).
En tant que réalisateur, plusieurs de ses documentaires reçoivent un bon accueil critique et commercial, notamment The Cove (2009), sur la chasse au dauphin au Japon, qui reçoit un Oscar, et la docusérie consacrée au footballeur David Beckham, diffusée sur Netflix en 2023,. Il s'est vu recommander la réalisation de celle-ci par l'acteur Leonardo DiCaprio, avec qui il a collaboré sur plusieurs œuvres écologistes.

### Vie privée
Il a été en couple avec Michelle Pfeiffer de 1989 à 1992.
Il est marié depuis 2017 à Alexis Bloom. Ils ont deux enfants, un garçon, Otis Stevens, né en 2013 et une fille, Paloma Stevens, née en 2017.

## Filmographie

### Cinéma

#### Longs métrages
- 1981 : Carnage (The Burning) de Tony Maylam : Woodstock
- 1983 : Baby It's You de John Sayles : Le manager
- 1984 : Le Kid de la plage de Garry Marshall : Hawk Ganz
- 1984 : The Brother from Another Planet de John Sayles : Le compteur de cartes
- 1985 : Les Aventuriers de la 4e dimension (My Science Project) de Jonathan R. Betuel : Vince Latello
- 1986 : Short Circuit de John Badham : Ben Jabutiya Jahrvi
- 1986 : The Boss' Wife de Ziggy Steinberg : Carlos Delgado
- 1988 : Appelez-moi Johnny 5 (Short Circuit 2) de Kenneth Johnson : Ben Jabutiya Jahrvi
- 1989 : Il était une fois Broadway (Bloodhounds of Broadway) d'Howard Brookner : Hotfoot Harry
- 1990 : Le Mystère von Bülow (Reversal of Fortune) de Barbet Schroeder : David Marriott
- 1991 : La Chanteuse et le Milliardaire (The Marrying Man) de Jerry Rees : Sammy
- 1991 : Un étrange rendez-vous (Mystery Date) de Jonathan Wacks : Dwight
- 1992 : Bob Roberts de Tim Robbins : Rock Bork
- 1992 : Héros malgré lui (Hero) de Stephen Frears : Le directeur de Channel 4
- 1992 : When the Party's Over de Matthew Irmas : Alexander
- 1993 : Super Mario Bros. de Rocky Morton et Annabel Jankel : Iggy
- 1994 : Only You de Norman Jewison : Larry Corvatch
- 1994 : A Touch of Love (Nina Takes a Lover) d'Alan Jacobs : Paulie
- 1995 : Cold Fever (Á köldum klaka) de Friðrik Þór Friðriksson : Jack
- 1995 : Hackers d'Iain Softley : Eugene Belford / La Peste / Mr. Babbage
- 1996 : The Pompatus of Love de Richard Schenkman : L'acteur de la sitcom
- 1997 : Quatre jours en septembre (O Que É Isso, Companheiro?) de Bruno Barreto : Mowinkel
- 1998 : Taxman d'Avi Nesher : Kenneth Green
- 1999 : The Tic Code de Gary Winick : Morris
- 2000 : Sam the Man de Gary Winick : Sam Manning
- 2000 : Lisa Picard Is Famous de Griffin Dunne : Lui-même
- 2001 : Taxis pour cible (3 A.M.) de Lee Davis : Haplin
- 2001 : Prison Song de Darnell Martin : L'avocat du procureur
- 2001 : Piñero de Leon Ichaso : Le caissier au théâtre
- 2002 : Un seul deviendra invincible (Undisputed) de Walter Hill : James "Ratbag" Dolan
- 2003 : Filles de bonne famille (Uptown Girls) de Boaz Yakin : Un invité à l'enterrement
- 2003 : Anything Else de Woody Allen : Le manager
- 2003 : Easy Six de Chris Iovenko : Officier Donny
- 2003 : Replay de Lee Bonner : Blu (voix)
- 2005 : Factotum de Bent Hamer : Manny
- 2005 : Slow Burn de Wayne Beach : Alan Turlock
- 2005 : Undiscovered de Meiert Avis (en) : Garrett Schweck
- 2005 : Kettle of Fish de Claudia Myers : Bruce
- 2007 : Awake de Joby Harold : Dr Puttnam
- 2010 : The Experiment de Paul Scheuring : Archaleta
- 2010 : Rising Stars de Daniel Millican : Mo
- 2011 : Rio Sex Comedy de Jonathan Nossiter : Fisher
- 2011 : Braquage à New York (Henry's Crime) de Malcolm Venville : Eddie Vibes
- 2011 : Fake de Gregory W. Friedle : Tom Kozinski
- 2012 : Recherche Bad Boys désespérément (One for the Money) de Julie Anne Robinson : Morty Beyers
- 2012 : LOL USA (LOL) de Lisa Azuelos : Roman
- 2014 : United Passions : La Légende du football (United Passions) de Frédéric Auburtin : Carl Anton Hirschmann
- 2014 : The Grand Budapest Hotel de Wes Anderson : Un concierge
- 2016 : Ave, César ! (Hail, Caesar!) de Joel et Ethan Coen : Un scénariste
- 2018 : L'Île aux chiens (Isle of Dogs) de Wes Anderson : Scrap
- 2019 : Brooklyn Affairs (Motherless Brooklyn) d'Edward Norton : Lou (voix)
- 2021 : The French Dispatch de Wes Anderson : L'éditeur d'histoires
- 2023 : Asteroid City de Wes Anderson : le détective
- 2025 : In the Grey de Guy Ritchie

#### Courts métrages
- 1992 : Lift de Salomé Breziner : Joe
- 2004 : On the Couch de Tai Fauci : Gary
- 2007 : Red Angel de Matthew Ross : David

### Télévision

#### Séries télévisées
- 1983 : Ryan's Hope : Henry Popkin
- 1984 : CBS Schoolbreak Special : Gary Gordon
- 1986 : Tall Tales & Legends : Le chef indien
- 1989 : Columbo : Alex Brady
- 1990 : L'equipée du Poney Express (The Young Riders) : Ambrose 'Bulldog' Merryweather
- 1993 : Key West : Seamus O'Neill
- 1995 : Friends : Roger
- 1995 : New York, police judiciaire (Law and Order) : Ross Fineman
- 1995 : Homicide : Jonathan Heine
- 1996 - 2000 : Demain à la une (Early Edition) : Chuck Fishman
- 2000 : Les Prédateurs (The Hunger) : Max Armstrong
- 2001 : Frasier : Dr Sheldon Morey
- 2001 : Tribunal central (100 Centre Street) : Benjamin Berkowitz
- 2002 : Le justicier de l'ombre (Hack) : Donnie Franco
- 2004 : La star de la famille (Hope & Faith) : Nick Spinelli
- 2004 : Dr Vegas : Charlie
- 2004 / 2007 : New York, section criminelle (Law and Order : Criminal Intent) : Ray Garnett / Gareth Sage
- 2006 : Ugly Betty : Mr Z
- 2008 : Philadelphia (It's Always Sunny in Philadelphia) : Lyle Korman
- 2008 - 2010 : Lost : Les Disparus (Lost) : George Minkowski
- 2009 : Numb3rs : John Buckley
- 2009 : Medium : Neal Greybridge
- 2010 : Mentalist (The Mentalist) : Tolman Bundiger
- 2010 : Damages : Le psychologue
- 2011 : Californication : Zig Samitur
- 2012 : La Légende de Korra (The Legend of Korra) : Shady Shin (voix)
- 2012 / 2016 : New York, unité spéciale (Law and Order : Special Victims Unit) : Ted Scott / Alvin Gilbert
- 2015 : Elementary : Dr Marty Ward
- 2015 - 2017 / 2020 - 2022 : Blacklist (The Blacklist) : Marvin Gerard
- 2016 : The Night Of : Saul, le pharmacien
- 2020 : Vice Principals : Brian Biehn
- 2017 : Red Oaks : Jerry
- 2017 - 2018 / 2020 : The Good Fight : Gabriel Kovac
- 2019 - 2023 : Succession : Hugo Baker

#### Téléfilms
- 1996 : The Right to Remain Silent d'Hubert de La Bouillerie : Dale Myerson
- 2001 : Jenifer de Jace Alexander : Dr Aaron Sanders

### Producteur
- 2000 : Sam the Man
- 2000 : Lisa Picard Is Famous (producteur exécutif)
- 2001 : The Château (producteur exécutif)
- 2001 : Piñero
- 2002 : Swimfan (producteur exécutif)
- 2003 : Filles de bonne famille (Uptown Girls)
- 2004 : Yes (producteur exécutif)
- 2005 : Slow Burn (en) (producteur exécutif)
- 2006 : Once in a Lifetime
- 2006 : The Last Show (A Prairie Home Companion) (producteur exécutif)
- 2006 : Mariage Express (Wedding Daze) (producteur exécutif)
- 2007 : Meet Bill
- 2007 : Awake
- 2007 : Festin d'amour (Feast of Love)
- 2007 : Crazy Love
- 2008 : The Midnight Meat Train (producteur exécutif)
- 2009 : The Cove
- 2009 : Gary, le coach à 2 balles ! (Balls Out : Gary the Tennis Coach) (producteur exécutif)
- 2009 : Traqués (Tenderness) (producteur exécutif)
- 2010 : Blank City (producteur exécutif)
- 2011 : American Masters (producteur exécutif, 1 épisode)
- 2012 : Ginger Baker, batteur inconditionnel (Beware of Mr. Baker)
- 2013 : Sunlight Jr. (producteur exécutif)
- 2013 : Before the Spring : After the Fall (producteur exécutif)
- 2014 : Mission Blue
- 2014 : Another World
- 2015 : Racing Extinction
- 2016 : Avant le déluge (Before the Flood)
- 2016 : Bright Lights : Starring Carrie Fisher and Debbie Reynolds
- 2016 : L'Échelle céleste : L'Art de Cai Guo-Qiang
- 2019 : And We Go Green
- 2019 : Taken by the Tiger
- 2020 : Grant (producteur exécutif, 3 épisodes)
- 2020 : Mexique, le sang des frontières (Blood on the Wall) (producteur exécutif)
- 2020 : El Gran Fellove (producteur exécutif)
- 2020 - 2021 : Au royaume des fauves (Tiger King : Murder, Mayhem and Madness) (producteur exécutif, 12 épisodes)
- 2021 : Tiger King : Le cas Doc Antle (Tiger King : The Doc Antle Story) (producteur exécutif, 3 épisodes)
- 2022 : The Lincoln Project (producteur exécutif, 5 épisodes)

### Réalisateur
- 1995 : Call of the Wylie (court métrage)
- 1996 : Phinehas (court métrage)
- 1998 - 1999 : Demain à la une (Early Edition) (2 épisodes)
- 2002 : Just a Kiss (long métrage)
- 2007 : Crazy Love (co-réalisateur, long métrage)
- 2011 : Deepest Dive : The Story of the Trieste (court métrage, documentaire)
- 2012 : Jon Bon Jovi : Not Running Anymore (clip)
- 2012 : My Decisions (co-réalisateur, documentaire)
- 2013 : Les Derniers Affranchis (Stand Up Guys) (long métrage)
- 2013 : Bon Jovi : Because We Can (clip)
- 2014 : Mission Blue (documentaire)
- 2014 : Another World (documentaire)
- 2016 : Avant le déluge (Before the Flood) (documentaire)
- 2016 : Bright Lights : Starring Carrie Fisher and Debbie Reynolds (téléfilm)
- 2018 : Dirty Money (1 épisode)
- 2019 : And We Go Green (documentaire)
- 2021 : Palmer (long métrage)
- 2022 : The Lincoln Project (5 épisodes)
- 2023 : Beckham (série documentaire)

### Scénariste
- 2000 : Sam the Man

## Voix françaises
| - Érik Colin (*1947 - 2013) dans : - Demain à la une (série télévisée) - New York section criminelle (série télévisée) - La Star de la famille (série télévisée) - Lost, les disparus (série télévisée) - Numb3rs (série télévisée) - Mentalist (série télévisée) - Damages (série télévisée) - The Experiment - Pierre Laurent dans : - Le Justicier de l'ombre (série télévisée) - Elementary (série télévisée) - The French Dispatch - Jean-Claude Montalban dans : - Short Circuit - Appelez-moi Johnny 5 - Nicolas Marié, dans : - Awake - Blacklist (série télévisée) | et aussi - Luq Hamet dans Les Aventuriers de la 4e dimension - Emmanuel Jacomy dans Le Mystère von Bülow - Georges Caudron (*1952 - 2022) dans La chanteuse et le milliardaire - Patrick Borg dans Héros malgré lui - Pascal Renwick (*1954 - 2006) dans Super Mario Bros. - Thierry Mercier (*1962 - 2023) dans Only You - Marc François (*1951 - 2009) dans Friends (série télévisée) - Guillaume Orsat dans Hackers - Patrick Floersheim (*1944 - 2016) dans Anything Else - Bernard Soufflet dans New York section criminelle (série télévisée) - Serge Blumenthal dans Recherche Bad Boys désespérément - Bertrand Liébert dans LOL USA - Edgar Givry dans The Night Of (série télévisée) - Jean-Philippe Puymartin dans Columbo : Ombres et lumières (téléfilm) - Philippe Catoire dans Vice Principals (série télévisée) - Gérard Darier dans The Good Fight (série télévisée) - Nicolas Saada dans L'Île aux chiens (voix) - Patrice Dozier dans Succession (série télévisée) |